# میرجعفر
میرجعفر روستایی در دهستان جبل بخش تودشک شهرستان کوهپایه استان اصفهان ایران است.

## جمعیت
بر پایه سرشماری عمومی نفوس و مسکن در سال ۱۳۹۵ جمعیت این روستا ۵۵ نفر (۲۲خانوار) بوده‌است.